# Flaga Aruby
Flaga Aruby – jeden z symboli Aruby.

## Wygląd i symbolika
Flaga Aruby jest niebieskim prostokątem, na którym znajdują się u dołu dwa żółte pasy, a w prawym górnym rogu (tj. od stronu masztu) czteroramienna czerwona gwiazda z białą obwódką. Barwy flagi Aruby mają następujące znaczenie (według oficjalnego rozporządzenia rządu Aruby):
- niebieski (w odcieniu przypominającym skórę delfina) symbolizuje morze otaczające wyspę,
- żółty – bogactwa surowców mineralnych wyspy (złoto, aloes, ropę naftową),
- czerwony – miłość mieszkańców Aruby do swojego kraju, kolor ten też nawiązuje do rozwiniętego niegdyś na wyspie przetwórstwa drewna brezylki, z którego otrzymywano czerwony barwnik,
- biały – barwę piaszczystych plaż Aruby, a także czystość serc mieszkańców wyspy, dążących nieustannie do sprawiedliwości, porządku i wolności.

## Historia
Flaga Aruby została przyjęta 18 marca 1976. Dzień Flagi, 18 marca, został ustanowiony świętem narodowym na Arubie.

## Konstrukcja i wymiary
Proporcje flagi Aruby wynoszą 2:3.